# Sverige i olympiska vinterspelen 1998
Sverige deltog i olympiska vinterspelen 1998. Sveriges trupp bestod av 99 idrottare, 53 män och 46 kvinnor.

## Medaljer

### Silver
- Längdskidåkning
  - Herrarnas 50 km: Niklas Jonsson
- Alpin skidåkning
  - Damernas störtlopp: Pernilla Wiberg

### Brons
- Curling
  - Damernas turnering: Elisabeth Gustafson, Katarina Nyberg, Louise Marmont, Elisabeth Persson & Margaretha Lindahl

## Trupp
- Alpin skidåkning
  - Pernilla Wiberg
  - Martina Fortkord
  - Martin Hansson
  - Patrik Järbyn
  - Ylva Nowén
  - Fredrik Nyberg
  - Anna Ottosson
- Skidskytte
  - Kristina Brounéus
  - Jonas Eriksson
  - Fredrik Kuoppa
  - Mikael Löfgren
  - Maria Schylander
  - Eva-Karin Westin
  - Tord Wiksten
  - Magdalena Forsberg-Wallin (Deltog även i längdskidåkning)
- Längdskidåkning
  - Niklas Jonsson
  - Anders Bergström
  - Elin Ek
  - Per Elofsson
  - Anette Fanqvist
  - Henrik Forsberg
  - Mathias Fredriksson
  - Torgny Mogren
  - Antonina Ordina
  - Karin Säterkvist
- Curling
  - Elisabet Gustafson
  - Margaretha Lindahl
  - Louise Marmont
  - Katarina Nyberg
  - Elisabeth Persson
  - Marcus Feldt
  - Peja Lindholm
  - Peter Narup
  - Tomas Nordin
  - Magnus Swartling
- Konståkning
  - Helena Grundberg
- Freestyle
  - Jenny Eidolf
  - Marja Elfman
  - Roger Hållander
  - Liselotte Johansson
  - Sara Kjellin
  - Kurre Lansburgh
  - Jesper Rönnbäck
  - Patrik Sundberg
- Ishockey

Damer
- - Målvakter: Lotta Göthesson, Annica Åhlén
  - Backar: Linda Gustafsson, Pernilla Burholm, Gunilla Andersson, Therese Sjölander, Pia Morelius, Ylva Lindberg, Åsa Lidström
  - Forwards: Maria Rooth, Erika Holst, Kristina Bergstrand, Malin Gustafsson Lövånger, Lotta Almblad, Åsa Elfving, Tina Månsson, Joa Elfsberg, Anne Ferm Nacka, Ann-Louise Edstrand, Susanne Ceder Shaker
  - Coach: Bengt "Fisken" Ohlson, Christian Yngve

Herrar
- - Målvakter: Tommy Salo (E.S. Johan Hedberg, Tommy Söderström)
  - Backar: Mattias Norström, Nicklas Lidström, Calle Johansson, Mattias Öhlund, Ulf Samuelsson, Marcus Ragnarsson, Tommy Albelin
  - Forwards: Niklas Sundström, Daniel Alfredsson, Mikael Andersson, Peter Forsberg, Mats Sundin, Mikael Renberg, Ulf Dahlén, Patric Kjellberg, Mats Lindgren, Michael Nylander, Tomas Sandström, Jörgen Jönsson, Andreas Johansson
  - Coach: Kent Forsberg

- Rodel
  - Mikael Holm
  - Anders Söderberg
  - Bengt Walden
- Short track
  - Martin Johansson
- Snowboard
  - Ingemar Backman
  - Marie Birkl
  - Stephen Copp
  - Anna Hellman
  - Jenny Jonsson
  - Richard Richardsson
  - Jacob Söderqvist
  - Pontus Ståhlkloo
  - Fredrik Sterner
  - Jennie Waara